# جک ۳
جک ۳ (به انگلیسی: Jak 3) یک بازی ویدئویی جهان باز به سبک سکوبازی و اکشن-ماجراجویی است که توسط شرکت ناتی داگ توسعه یافته و به‌وسیلهٔ سونی کامپیوتر انترتینمنت در نوامبر ۲۰۰۴ به‌طور انحصاری برای کنسول پلی‌استیشن ۲ منتشر شده‌است. جک ۳ به عنوان سومین قسمت در مجموعه بازی‌های جک و داکستر به‌شمار می‌رود و دنبالهٔ بازی جک ۲ است. ساخت این بازی با بودجه ۱۰ میلیون دلار ۱۳ ماه به طول انجامید (معادل نصف زمان نسخه قبلی). در این بازی ویژگی‌های جدیدی شامل سلاح و تجهیزات جدید، مناطق قابل بازی جدید، و داستانی که پس از اتفاقات بازی‌های پیشین روایت می‌شود وجود دارد. دنباله‌ای برای این بازی با عنوان جک ایکس: مسابقه مبارزه‌ای در سال ۲۰۰۵ عرضه شد.